# إيدي ألفاريز (لاعب كرة القاعدة)
إيدي ألفاريز (بالإنجليزية: Eddy Alvarez) هو متزلج على مسار قصير أمريكي، ولد في 30 يناير 1990 في ميامي في الولايات المتحدة.

## وصلات خارجية
- إيدي ألفاريز على موقع دوري كرة القاعدة الرئيسي (الإنجليزية)
- إيدي ألفاريز على موقعبيزبول رفرنس.كوم (الدوري الرئيسي) (الإنجليزية)
- إيدي ألفاريز على موقعبيزبول رفرنس.كوم (الدوري الثانوي) (الإنجليزية)
- إيدي ألفاريز على موقع إي إس بي إن.كوم (أم.أل.بي) (الإنجليزية)
- إيدي ألفاريز على موقع مشجعي الرسوم البيانية (الإنجليزية)
- إيدي ألفاريز على موقع ShortTrackOnLine.info (الإنجليزية)
- إيدي ألفاريز على موقع اللجنة الأولمبية الدولية (الإنجليزية)
- إيدي ألفاريز على موقع أوليمبيديا (الإنجليزية)
- إيدي ألفاريز على موقع اللجنة الأولمبية والبارالمبية الأمريكية (الإنجليزية)